# Topador
Topador és una entitat de població de l'Uruguai ubicada al nord del departament d'Artigas, a pocs quilòmetres de la frontera amb el Brasil.
Es troba a 146 metres sobre el nivell del mar. Té una població aproximada de 100 habitants.